# Marcus Rojas
Marcus Rojas (New York, 23 februari 1963) is een Amerikaanse jazz-tubaïst.
Rojas studeerde aan Fiorello H. LaGuardia High School of Music & Art and Performing Arts in New York en aan New England Conservatory of Music. Eind jaren tachtig werkte hij in groepen van Henry Threadgill en in 1994 speelde hij in het avant-garde-jazztrio Spanish Fly, waarmee hij twee albums opnam. Hij was oprichter van het trio Single Tree en Brass Bang en leidde de groep Big Happy (met o.m. Calvin Weston) en Les Miserables Brass Band. Hij speelde in de bigbands van Marty Ehrlich en Wayne Shorter en werkte samen met Dave Douglas (hij vormde een duo met Douglas en speelt in diens groep Brass' Ecstacy). Verder werkte hij bijvoorbeeld met Oren Marshall (Low Frequency Tuba Project), Gina Leishman, Ori Kaplan en Ryan Truesdell (in diens Gil Evans-project). Ook speelde hij in klassieke orkesten (zoals Metropolitan Opera en Orpheus Chamber Orchestra).
Rojas speelde mee op meer dan 350 albums (2013), onder meer van They Might Be Giants, John Zorn, Marc Ribot, Arto Lindsay, Mark Dresser, John Lurie, Wadada Leo Smith, Howard Johnson, Philip Johnston, George Schuller, Jim Hall, Sly & Robbie, Sting, David Byrne en Foetus (band). Zijn spel is te horen op talloze filmsoundtracks.
Rojas geeft les aan New York University, Brooklyn College en Manhattan School of Music.